# Baszan

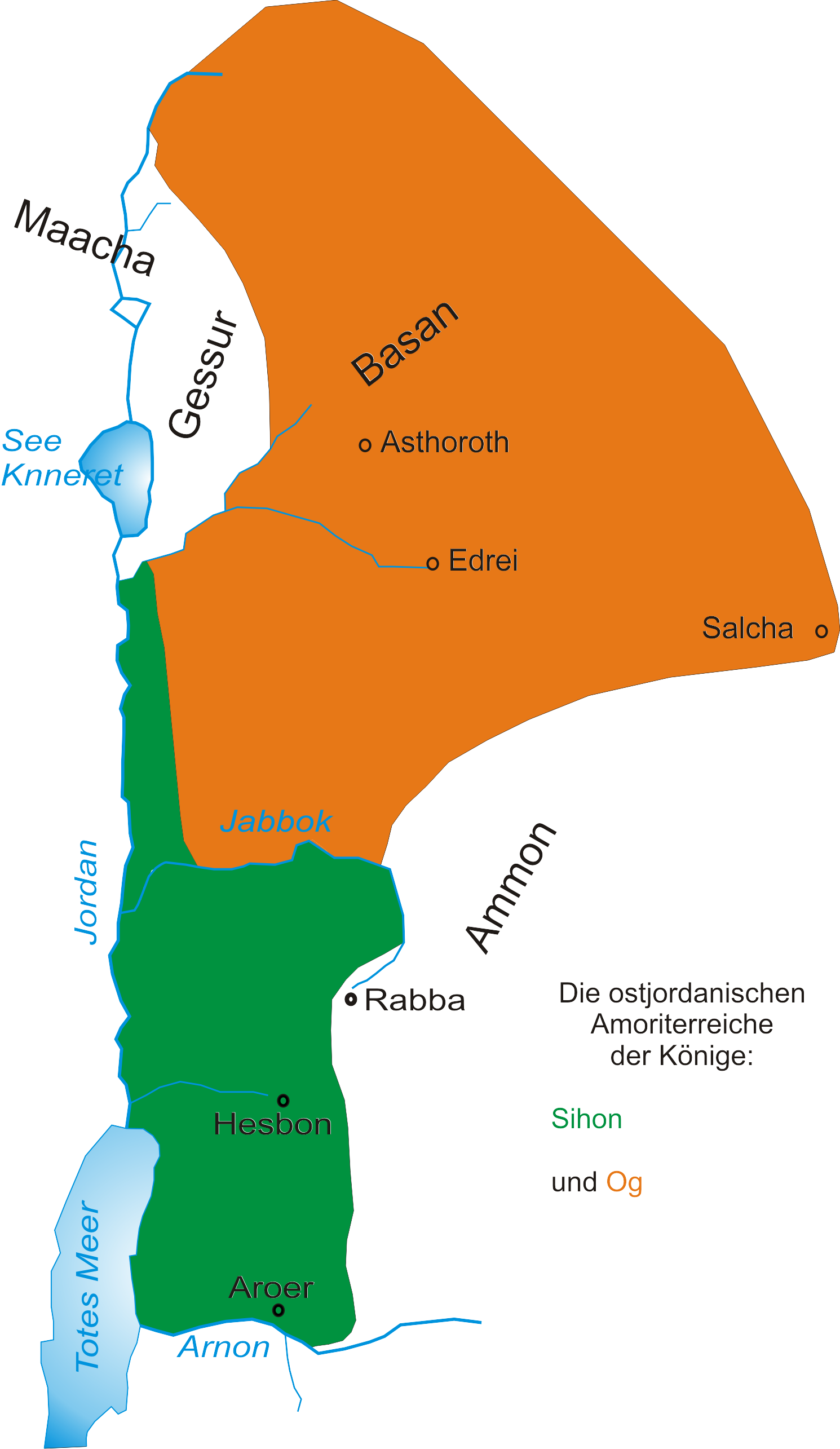
Amoryckie królestwa na wschód od Jordanu: Baszan, królestwo Oga (pomarańczowy) i królestwo Sychona (zielony)

Baszan, Batanea, Trachonitis – bogaty w wodę głównie równinny region, zlokalizowany na wschód od rowu Jordanu. Współcześnie na terytorium południowo-zachodniej Syrii i północno-zachodniej Jordanii.

## Nazwa
Pierwotne znaczenie nazwy baszan nie jest znane. W języku arabskim występuje podobne słowo „batan”, które oznacza równinę o małej ilości skał, lecz biorąc pod uwagę, że region jest dość obficie pokryty bazaltowymi skałami, raczej nie należy doszukiwać się związku tego terminu z nazwą regionu. W tekstach egipskich z czasów XIX dynastii Baszan określany jest nazwą „Hu-ru-nu”. W okresie wpływów greckich używano nazwy Batanea, która zachowywała semickie elementy fonetyczne. Pochodzący z zachodu XIX-wieczni podróżnicy stosowali arabski termin Ard el-Behenyeh.

## Geografia
Baszan został ukształtowany przez erupcje wulkaniczne w okresie plejstocenu. Na terenie Baszanu (szczególnie na Wzgórzach Golan) widoczne są liczne stożki wulkaniczne. Od strony północnej granica regionu nie jest precyzyjnie wyznaczona i przebiega w rejonie Damaszku, zaś po stronie wschodniej kończy się na obszarze Pustyni Syryjskiej:
- od północnego zachodu region graniczy z górą Hermon,
- na południu – z rzeką Jarkon[1], a według Księgi Powtórzonego Prawa (Pwt 3,8–10) i Księgi Jozuego (Joz 12,1–5) ograniczony był obszarem Gilead i rzeką Jarmuk[2],
- na południowym wschodzie – z regionem Hauran (Dżabal ad-Duruz)[1]
- od wschodu – z górą Salka i stokami Dżabal ad-Duruz, które według Księgi Izajasza (Iz 2,13) i Księgi Ezechiela (Ez 27,6) były bogate w lasy dębowe[2].

Baszan dzieli się na kilka podregionów.

## Baszan w czasach prehistorycznych
Naukowcy wskazują na dowody potwierdzające zamieszkiwanie regionu w paleolicie przez ludy zbieracko-myśliwskie. Podczas prac wykopaliskowych archeolodzy nie natrafili na ślady tellów z epok żelaza i brązu. W czasach prehistorycznych Baszan przecinały trzy szlaki: północny trakt łączył Damaszek, przez Banjas z Tyrem, drugi wiódł z Damaszku, przez Al-Kunajtirę i most Córek Jakuba do szlaku Via Maris. Odnoga Via Maris przekraczała Jordan na wschód od Bet Sze’an (dawne Scytopolis) i łączyła się z wiodącą doliną Jordanu Drogą Królewską. Listy z Amarna wspominają dwa królewskie miasta Kanaan: Asztarot (Tall Asztara) i Baszan, położone w południowej części Baszanu.

## Historia
Pastwiska Baszanu znajdowały się w kręgu zainteresowań starożytnych nomadów. Około XIII wieku p.n.e., według przekazu biblijnego, plemiona izraelskie pod wodzą Mojżesza podbiły ten obszar, rządzony wówczas przez amoryckiego władcę Oga, pokonując go w bitwie pod Edrei. Baszan został przydzielony członkom rodów Jaira i Nobacha. Ich ojciec Manasses otrzymał Kenat. W X wieku p.n.e. Baszan wszedł w skład królestwa Izraela. Jednocześnie ekspansję na Baszan prowadziła sąsiednia Syria, która zajęła najpierw Ramot w Gileadzie, a w okresie panowania Jehu (IX wiek p.n.e.) – cały Baszan. Na krótko Izrael odzyskał Baszan w pierwszej połowie VIII wieku p.n.e. w okresie rządów Joasza i Jeroboama, by w 732 roku p.n.e. utracić go na rzecz Asyrii w czasach podbojów Tiglat-Pilesera III.
W dobie Achemenidów (VI–IV wiek p.n.e.) Baszan wchodził w skład okręgu Karnaim. W epoce hellenistycznej (IV–I wiek p.n.e.) jako jednostka administracyjna nazywany był Bataneą. W latach 167–160 p.n.e. w trakcie wojen machabejskich Baszan zajęli powstańcy. W 63 roku p.n.e. w czasach dominacji rzymskiej Baszan został włączony do królestwa Iturea. W 39 roku p.n.e. Rzymianie oddali Baszan Herodowi Wielkiemu. Pozostawał w ręku dynastii herodiańskiej do śmierci Agryppy II w ostatniej dekadzie I wieku, po czym włączono go do Syrii. Około 300 roku Baszan włączono do Arabii na skutek reform administracyjnych Dioklecjana.